# Helmut Lieber
Helmut Lieber, auch Helmuth Lieber, (* vor 1956) ist ein ehemaliger deutscher Schauspieler und Kinderdarsteller.

## Leben
Lieber wirkte in den 1950er Jahren als Kinderdarsteller und Jugenddarsteller in drei westdeutschen Märchenfilmen mit. 
In dem Kinderfilm Die Heinzelmännchen (1956) verkörperte er in einer der Hauptrollen den Jungen Anton, Sohn des Schusters.
In dem Märchenfilm Tischlein deck dich (1956) spielte er an der Seite von Fritz Wepper und Rolf Bollmann die Rolle des Klaus, einen der drei Söhne des Schneiders, der von seinem Vater fortgejagt wird und als Drechsler zurückkehrt.
In dem Märchenfilm Rübezahl – Herr der Berge (1957) stellte er den Fischerjungen Paule dar, der von dem Riesen Rübezahl eine Zauberangel geschenkt bekommt. Lieber ist in zwei Szenen des Films zu sehen: in einer kurzen Szene am Anfang des Films, als er zum Angeln aufbricht, und dann in einer längeren Szene mit dem Riesen Rübezahl. 
Außerdem sprach er 1961 eine Rolle in der bundesdeutschen Hörspielproduktion der Erzählung Fischerjungs von Rudyard Kipling.
Über seinen weiteren biographischen Werdegang gibt es keine öffentlichen Informationen.

## Filmografie
- 1956: Die Heinzelmännchen
- 1956: Tischlein deck dich
- 1957: Rübezahl – Herr der Berge